# La Huacana (Michoacan)
La Huacana est le siège municipal de la municipalité de La Huacana dans le Michoacán, au Mexique. En 2010, elle était également la localité la plus peuplée de la municipalité. Elle est située à 161 kilomètres de la capitale de l'État, Morelia.
Le nom vient du purepecha et signifie « lieu d'habillage ».

## Histoire
Pendant les guerres qui ont précédé l'arrivée des Espagnols, ce lieu a été conquis par l'État de Tarascan, par les successeurs de Tariacuri : Hiquingare, Tangaxuan et Hirepan. Ces souverains, afin d'assurer le paiement du tribut, ont nommé Cupauxanti comme chef. Au XVIe siècle, avec l'arrivée des Espagnols, peu après la conquête d'Apatzingán, La Huacana devient une encomienda sous Juan Pantoja. En 1789, José María Morelos est le vicaire de la paroisse de Tamacuaro de la Aguacana.

## Démographie
En 2010, la ville de La Huacana avait une population de 9 395 habitants.

## Économie
La Huacana est le centre des principales activités économiques de la municipalité, l'agriculture, l'élevage et la pêche.

## Attractions
Parmi les attractions de La Huacana se trouve la place principale, le temple de San Nicolas de Tolentino, le volcan Jorullo, la station thermale naturelle La presita, les thermes el agua caliente et La cascada.